# 196 TCN
Năm 196 TCN là một năm trong lịch Julius. 